# Friedrich Hoess
Friedrich (Fritz) Hoess (* 7. Oktober 1932 in Wien; † 5. Jänner 2007 ebenda) war ein österreichischer Politiker (ÖVP) und Diplomat. Er war von 1983 bis 1987 Mitglied des Bundesrats und Botschafter in Canberra, Washington und Bonn.

## Ausbildung und Beruf
Hoess besuchte das Humanistische Gymnasium in Wien und legte 1951 die Matura ab. Er studierte im Anschluss Rechtswissenschaften an der Universität Wien und schloss sein Studium mit der Promotion zum Doktor der Rechte (Dr. iur.) ab. Seit 1953 war er Mitglied der katholischen Studentenverbindung K.Ö.St.V. Nibelungia Wien. Nach seinem Studium absolvierte Hoess von 1955 bis 1956 sein Gerichtsjahr in Wien und St. Pölten und arbeitete danach in der Abteilung für Handelspolitik und Außenhandel in der Bundeskammer der gewerblichen Wirtschaft. 1957 trat er in den Dienst des Bundeskanzleramtes, wo er in der Sektion für wirtschaftliche Koordination beschäftigt wurde. Danach war er von 1958 bis 1960 Wirtschaftsattaché an der Österreichischen Botschaft in Washington und wurde danach von 1960 bis 1965 in Österreich eingesetzt. Zwischen den Jahren 1965 und 1967 arbeitete Hoess im Bereich Presse und Kultur an der Österreichischen Botschaft in Tel Aviv, danach war er von 1968 bis 1970 im Kabinett von Bundeskanzler Josef Klaus beschäftigt. Er übernahm danach von 1971 bis 1974 die Funktion des Generalkonsuls und Chefs der österreichischen Delegation im geteilten Berlin und wirkte von 1975 bis 1979 als Botschafter in Australien, wobei er hier auch für Neuseeland und Papua-Neuguinea  mitakkreditiert war. Zwischen 1979 und 1981 arbeitete Hoess als Leiter der Abteilung II/6 (Internationale Atomenergieangelegenheiten sowie Europarat) des Bundesministeriums für Auswärtige Angelegenheiten und war ständiger Vertreter Österreichs bei der Internationalen Atomenergiebehörde. 1981 übernahm er die Leitung der steirischen Delegation in Wien. Hoess war von 1987 bis 1992 Botschafter in Washington und von 1993 bis 1997 Botschafter in Bonn. Danach war er als außenpolitischer Berater der Industriellenvereinigung tätig.

## Politik und Funktionen
Hoess vertrat die ÖVP zwischen dem 1. Jänner 1983 und dem 15. November 1987 als steirisches Mitglied im Bundesrat. Er war zudem 1986 Mitglied der österreichischen Delegation zur Parlamentarischen Versammlung des Europarates.

## Auszeichnungen
- 1997: Großes Goldenes Ehrenzeichen für Verdienste um die Republik Österreich[1]